# Paradromius jucundus
Paradromius jucundus es una especie de escarabajo de la familia Carabidae.

## Distribución geográfica
Es endémica de La Palma y La Gomera, en las islas Canarias (España).